# Земская почта Вольского уезда
Зе́мская по́чта Во́льского уе́зда — земская почта, организованная земской управой Вольского уезда Саратовской губернии. Существовала с 1871 года. В уезде выпускались собственные земские марки.

## История почты
Вольская уездная земская почта была открыта в 1871 году. Почтовые отправления доставлялись из уездного центра (города Вольска) в 18 волостных правлений дважды в неделю.
К пересылке принимались частные простые и денежные письма, а также посылки. Вначале доставка всех почтовых отправлений была бесплатной.
В 1885 году пересылка частных почтовых отправлений стала оплачиваться земскими почтовыми марками.
В сентябре 1887 года в связи с объединением земской почты с государственной почтой земские почтовые марки были выведены из обращения.
С 1897 года земская почта была вновь открыта с установлением сбора за пересылку частных почтовых отправлений (простых, денежных и заказных писем) и введением земских почтовых марок.

## Выпуски марок
Введённые в 1887 году земские почтовые марки имели номинал 3 копейки и печатались в губернской типографии Саратова. На них были изображены губернский и уездный гербы.
Введённые в 1897 году земские почтовые марки имели рисунок, аналогичный рисунку первых земских почтовых марок, но были меньше по формату.